# Защитная функция белков
Белки — природные линейные гетерополимеры, состоящие из мономеров — аминокислот. Главная особенность белков как молекулярных машин — способность специфически связывать другие белки, иные биополимеры и малые молекулы и взаимодействовать с ними. Благодаря этой способности белки выполняют большинство функций клеток и организмов. Одна из важных функций белков — защитная. Обычно к защитным белкам относят прежде всего белки, участвующие в иммунной защите организма. Однако многие другие белки способствуют ороговеванию верхних слоев кожи. Таким белком в клетках эпидермиса наземных позвоночных является кератин. Слой мертвых клеток, заполненных кератином, обеспечивает механическую защиту,  защищает организм от потерь воды и проникновения болезнетворных бактерий и других паразитов.
Сходную функцию физической защиты выполняют структурные белки, из которых состоят клеточные стенки некоторых протистов (например, зеленой водоросли хламидомонады) и капсидов вирусов.
К физическим защитным функциям белков можно отнести способность крови свертываться, что обеспечивает белок фибриноген, содержащийся в плазме крови. Фибриноген бесцветен; когда кровь начинает свертываться, он расщепляется ферментом. После расщепления образуется мономер — фибрин, который, в свою очередь, полимеризуется и выпадает белыми нитями. Фибрин, выпадая в осадок, делает кровь не жидкой, а студенистой. В процессе свертывания крови основополагающим белком — после того, как он образовал осадок, из нитей фибрина и эритроцитов при сжатии фибрина образует прочный красный тромб.

## Химическая защитная функция
Связывание токсинов белковыми молекулами может обеспечивать их детоксикацию. Особенно важную роль в детоксикации у человека играют ферменты печени, расщепляющие яды или переводящие их в растворимую форму, что способствует их быстрому выведению
В защите клеток от вредных веществ могут принимать участие также транспортные белки, многие белки суперсемейства АВС-транспортеров. Эти белки, имеющиеся у всех живых организмов, транспортируют через клеточную мембрану различные вещества (липиды, многие ксенобиотики и др.). АВС-транспортеры обеспечивают защиту бактерий от действия многих антибиотиков, отвечают за явление множественной лекарственной устойчивости раковых клеток.

## Иммунная защитная функция

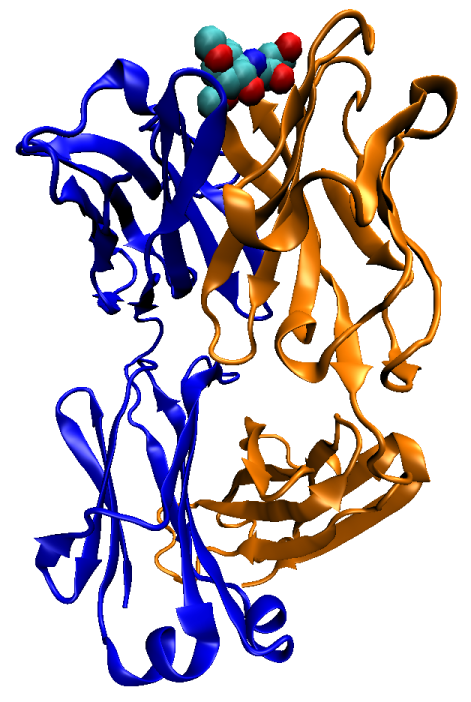
Мышиное антитело против холеры, присоединённое к углеводородному антигену (вверху)

Иммунная функция белков играет очень важную роль в организме животных. В тот момент, когда в организм попадают возбудители — вирусы или бактерии, в специализированных органах начинают вырабатываться специальные белки — антитела, которые связывают и обезвреживают возбудителей. Особенность иммунной системы заключается в том, что за счет антител она может бороться с почти любыми видами возбудителей.
В иммунной системе играют важную роль не только белки-антитела, но и лизоцимы и белки системы комплемента. Лизоцимы — белки-ферменты, которые разрушают стенки бактерий путём гидролиза их компонентов. Белки комплемента запускают каскад реакций, в результате которых образуется белок МАК (мембраноатакующий комплекс). МАК атакует бактерию, разрушая её клеточную мембрану. Если этого не произошло, другие белки системы комплемента помечают эту клетку для последующего её уничтожения фагоцитами.
К защитным белкам иммунной системы относятся также интерфероны. Эти белки производят клетки, зараженные вирусами. Их воздействие на соседние клетки обеспечивает противовирусную устойчивость, блокируя в клетках-мишенях размножение вирусов или сборку вирусных частиц. Интерфероны обладают и иными механизмами действия, например, влияют на активность лимфоцитов и других клеток иммунной системы.

## Активная защитная функция

### Белковые яды животных
Белки могут служить также для защиты от хищников или нападения на добычу. Такие белки и пептиды содержатся в ядах большинства животных (например, змей, скорпионов, стрекающих и др.). Содержащиеся в ядах белки имеют различные механизмы действия. Так, яды гадюковых змей часто содержат фермент фосфолипазу, который вызывает разрушение клеточных мембран и, как следствие, гемолиз эритроцитов и геморрагию. В яде аспидов преобладают нейротоксины; например, в яде крайтов содержатся белки α-бунгаротоксин (блокатор никотиновых рецепторов ацетилхолина и β-бунгаротоксин(вызывает постоянное выделение ацетилхолина из нервных окончаний и тем самым истощение его запасов); совместное действие этих ядов вызывает смерть от паралича мышц.

### Бактериальные белковые яды
Бактериальные белковые яды — ботулотоксин, токсин тетаноспазмин, вырабатываемый возбудителями столбняка, дифтерийный токсин возбудителя дифтерии, холерный токсин. Многие из них являются смесью нескольких белков с разным механизмом действия. Некоторые бактериальные токсины белковой природы являются очень сильными ядами; компоненты ботулотоксина — наиболее ядовитое из известных природных веществ.
Токсины патогенных бактерий рода Clostridium, видимо, требуются анаэробным бактериям для воздействия на весь организм в целом, чтобы привести его к смерти — это дает бактериям «безнаказанно» питаться и размножаться, а уже сильно увеличив свою популяцию покидать организм в виде спор.
Биологическое значение токсинов многих других бактерий точно не известно.

### Белковые яды растений
У растений в качестве ядов обычно используются вещества небелковой природы (алкалоиды, гликозиды и др.). Однако у растений встречаются и белковые токсины. Так, в семенах клещевины (растения семейства молочайные) содержится белковый токсин рицин. Этот токсин проникает в цитоплазму клеток кишечника, и его ферментативная субъединица, воздействуя на рибосомы, необратимо блокирует трансляцию.